# 1. deild karla
1. deild karla este cea de-a doua ligă în sistemul fotbalistic al Islandei. Competiția a fost fondată în 1955.

## Cluburile actuale (2013)
- BÍ/Bolungarvík (Bolungarvík/Ísafjörður)
- Fjölnir (Reykjavík)
- Grindavík (Grindavík)
- Haukar (Hafnarfjörður)
- KA (Akureyri)
- KF (Fjallabyggð)
- Leiknir R. (Reykjavík)
- Selfoss (Selfoss)
- Tindastóll (Sauðárkrókur)
- Víkingur R. (Reykjavík)
- Völsungur (Húsavík)
- Þróttur R. (Reykjavík)

## Istoric campioane
| - 1955 ÍBA (Akureyri) - 1956 ÍBH (Hafnarfjörður) - 1957 Keflavík (Keflavík) - 1958 Þróttur (Reykjavík) - 1959 ÍBA (Akureyri) - 1960 ÍBH (Hafnarfjörður) - 1961 ÍBÍ (Ísafjörður) - 1962 ÍBK (Keflavík) - 1963 Þróttur (Reykjavík) - 1964 ÍBA (Akureyri) - 1965 Þróttur (Reykjavík) - 1966 Fram (Reykjavík) - 1967 ÍBV (Vestmannaeyjar) - 1968 ÍA (Akranes) - 1969 Víkingur (Reykjavík) - 1970 Breiðablik (Kópavogur) - 1971 Víkingur (Reykjavík) - 1972 ÍBA (Akureyri) - 1973 Víkingur (Reykjavík) - 1974 FH (Hafnarfjörður) | - 1975 Breiðablik (Kópavogur) - 1976 ÍBV (Vestmannaeyjar) - 1977 Þróttur (Reykjavík) - 1978 KR (Reykjavík) - 1979 Breiðablik (Kópavogur) - 1980 KA (Akureyri) - 1981 Keflavík (Keflavík) - 1982 Þróttur (Reykjavík) - 1983 Fram (Reykjavík) - 1984 FH (Hafnarfjörður) - 1985 ÍBV (Vestmannaeyjar) - 1986 Völsungur (Húsavík) - 1987 Víkingur (Reykjavík) - 1988 FH (Hafnarfjörður) - 1989 Stjarnan (Garðabær) - 1990 Víðir (Garður) - 1991 ÍA (Akranes) - 1992 Fylkir (Reykjavík) - 1993 Breiðablik (Kópavogur) - 1994 Grindavík (Grindavík) | - 1995 Fylkir (Reykjavík) - 1996 Fram (Reykjavík) - 1997 Þróttur (Reykjavík) - 1998 Breiðablik (Kópavogur) - 1999 Fylkir (Reykjavík) - 2000 FH (Hafnarfjörður) - 2001 Þór (Akureyri) - 2002 Valur (Reykjavík) - 2003 Keflavík (Reykjanesbær) - 2004 Valur (Reykjavík) - 2005 Breiðablik (Kópavogur) - 2006 Fram (Reykjavík) - 2007 Grindavík (Grindavík) - 2008 ÍBV (Vestmannaeyjar) - 2009 UMF Selfoss (Selfoss) - 2010 Víkingur (Reykjavík) - 2011 ÍA (Akranes) - 2012 Þór A. (Akureyri) |  |